# Indywidualne Mistrzostwa Szwecji na Żużlu 1999
Indywidualne Mistrzostwa Szwecji na Żużlu 1999 – cykl turniejów żużlowych, mających wyłonić najlepszych żużlowców szwedzkich. Tytuł wywalczył Tony Rickardsson (Masarna Avesta).

## Finał
- Norrköping, 4 września 1999

| Msc. | Zawodnik              | Klub                   | Pkt   |             |  |
| ---- | --------------------- | ---------------------- | ----- | ----------- |  |
| 1    | Tony Rickardsson      | Masarna Avesta         | 14    | (3,2,3,3,3) |  |
| 2    | Peter Karlsson        | Kaparna Göteborg       | 12 +3 | (3,3,2,1,3) |  |
| 3    | Mikael Karlsson       | Valsarna Hagfors       | 12 +2 | (2,2,2,3,3) |  |
| 4    | Niklas Klingberg      | Örnarna Mariestad      | 11    | (3,1,3,3,1) |  |
| 5    | Andreas Jonsson       | Rospiggarna Hallstavik | 11    | (3,3,1,2,2) |  |
| 6    | Jimmy Nilsen          | Vargarna Norrköping    | 10    | (2,t,3,2,3) |  |
| 7    | Stefan Dannö          | Valsarna Hagfors       | 8     | (1,3,3,0,1) |  |
| 8    | Stefan Ekberg         | Vargarna Norrköping    | 8     | (0,2,2,2,2) |  |
| 9    | Peter Nahlin          | Vargarna Norrköping    | 8     | (2,2,1,1,2) |  |
| 10   | Conny Ivarsson        | Vetlanda               | 7     | (1,3,1,1,1) |  |
| 11   | Niklas Karlsson       | Vargarna Norrköping    | 5     | (1,1,0,3,0) |  |
| 12   | Henrik Gustafsson     | Indianerna Kumla       | 5     | (2,0,0,2,1) |  |
| 13   | Magnus Zetterström    | Smederna Eskilstuna    | 4     | (0,0,2,0,2) |  |
| 14   | Tomas Olsson          | Örnarna Mariestad      | 2     | (0,1,0,1,0) |  |
| 15   | Mikael Teurnberg      | Rospiggarna Hallstavik | 2     | (1,1,0,0,0) |  |
| 16   | Joonas Kylmäkorpi     | Kaparna Göteborg       | 1     | (0,0,1,0,0) |  |
|      | rez. Marcus Andersson | Bysarna Visby          | 0     | (0)         |  |
|      | rez. Daniel Nermark   | Valsarna Hagfors       | ns    |             |  |